# 脊髓

1: 腦 2: 中樞神經系統 3: 脊髓

脊髓（spinal cord）是所有脊椎动物神经系统的重要组成部分，与脑一起组成了中枢神经系统。脊髓富含中间神经元和脊神经的胞体、各种运动神经与感觉神经的轴突和大量的胶质细胞，主要负责传递并协调脑与周围神经之间的神经信息，同时还可以依靠一些复杂的神经回路来就地处理来自軀幹和四肢的体节信息并产生反射動作。
脊髓由脊索背侧的神经管发育而来，演化自脊索动物和半索动物独有的背神经索。作为脊索动物中唯一演化出矿化内骨骼的冠群，脊椎动物的脊髓位于脊柱背部的椎管内，被脑脊膜和脑脊液覆盖，同时被骨化的椎骨、软骨和致密结缔组织（韧带）组成的中轴骨骼环绕保護，只通过枕骨大孔和椎间孔与其它体腔相连；而在头索动物和尾索动物中，与脊髓同源的背神经索则只由软组织包裹。

## 結構

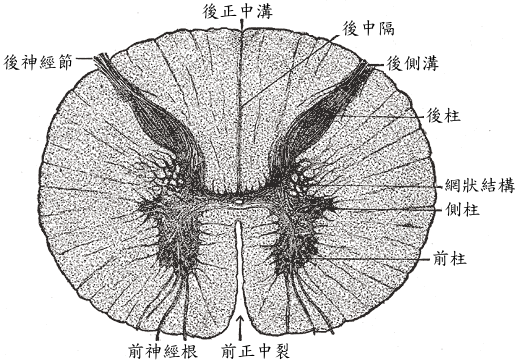
脊髓断面

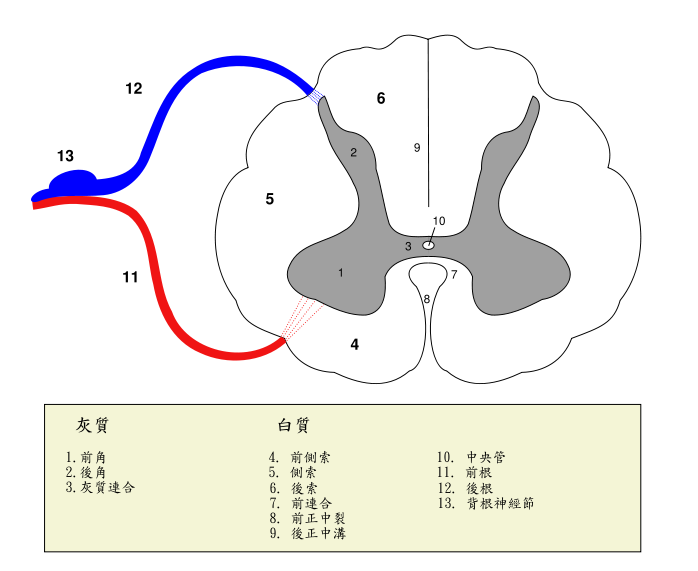
脊髓断面

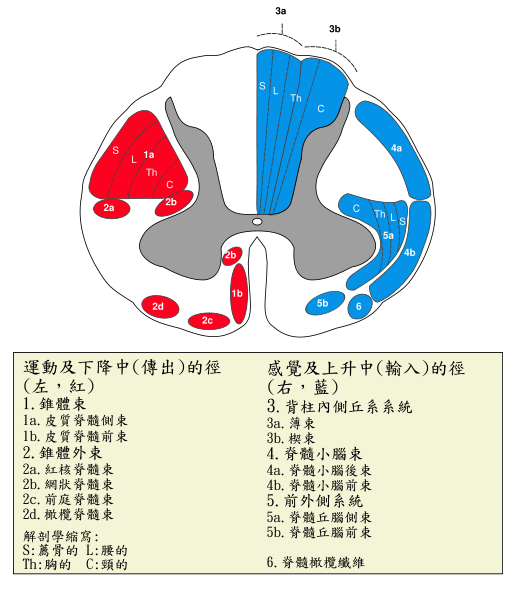
脊髓道

頸脊髓水平橫截面。

脊髓是延伸自腦，由延髓至脊髓圓錐。脊椎圓錐的位置接近腰椎L1-2，由纖維狀延伸部分——終絲終結。
男性的脊椎約長45公分，而女性的約長42公分。形狀為卵形。脊椎會在頸及腰部擴展。在脊椎的外圍是神經的白質道，其中有感覺及運動神經元。而中間部分是四葉苜蓿草形的且包圍著中央管（第四腦室的延伸部分），當中包含神經細胞體。脊椎被三層腦膜覆蓋著，最外層是硬腦膜，中間是蛛網膜，而最內層稱為軟膜。它們是接續著腦幹及大腦半球的三層腦膜，膜中包含在蛛網膜下腔找到的腦脊髓液，而腦脊髓液能透過吸收震盪以保護脊髓。與軟膜中脊椎相連的齒狀韌帶會橫向地伸向背根及腹根再伸展至硬腦膜，使脊椎安定於硬腦膜內。而硬膜囊於S2的脊椎層終結。

## 感覺系統
體感可分為觸摸、本體感受或震盪感應路徑及疼痛或溫度感應路徑，而其正式名稱分別為背柱中蹄系束及脊髓丘腦束。每個感覺路徑可分為三個不同的神經元，使神經脈衝可由感覺接收器傳達到大腦皮層。它們被命名為一級、二級及三級感覺神經元。一級感覺神經元的細胞體位於背根神經節，它的軸突是位於脊髓之內。而在觸摸、本體感受或震盪感應路徑中，一級感覺神經元會進入脊髓，且至背柱中。如神經元在低於T6進入，神經元將進入薄束即脊髓的最中間部分。高於T6的，神經元會進入楔束即薄束的側面。一級感覺神經元的軸突會伸延至延髓的尾部，且擁有細長細胞核或楔形細胞核的神經元會分別透過進入或於二級感覺神經元及軸突間形成突觸而離開延髓的尾部。在一級和二級感覺神經元之間形成突觸的地點，二級神經元軸突將如內側丘系一般交叉上升。它們會上升至丘腦腹後外側核並在三級感覺神經元的樹突與軸突間形成突觸。而三級感覺神經元會由此經內囊的後側部分上升至腦回的中後部分或布洛德曼3，1和2分區即體感皮層。
疼痛或溫度感應路徑與觸摸、本體感受或震盪感應路徑是不同的。疼痛感覺神經元在進入脊髓後會如一級感覺神經元般上升1-2層，及後與膠狀質建立突觸。束在與其他神經建立突觸前上升至1-2層皆通稱為後外側束。在建立突觸後，二級感覺神經元將如脊髓前外側部分中的脊髓丘腦束般交叉上升。因此，脊髓丘腦束也被稱為前外側系統。此束會上升至丘腦腹後外側核且於此與三級感覺神經元建立突觸。之後，三級感覺神經元的軸突會經過內囊後側伸延至腦回的中後部分或布洛德曼3，1和2分區即體感皮層。
特別的是前外側系統中的疼痛纖維可以脫離原定的路徑朝向丘腦腹後外側核。在這路徑，神經的軸突會朝中腦的網狀結構伸延。而網狀結構將伸延至幾個地方，其中包括：海馬體（以建立疼痛的記憶）、中央中核即丘腦（以引起痛的散播及非特定的痛）和大腦皮層上多個地方。神經元可伸延至的第四個地方是腦橋中的中腦導管周圍灰質。其後，形成中腦導管周圍灰質的神經元會伸延至中縫巨胞核，再延回發出疼痛信號的地方及抑制這些信號；這能在一定程度上減少疼痛的感覺。

## 運動系統
脊髓的運動系統可簡單分成直接支配肌肉的上運動神經元（upper motor neuron）和下運動神經元（lower motor neuron）。

### 上運動神經元
上運動神經元起源有兩處，第一是大腦皮質，第二是腦幹。
皮質上位運動神經元是源自布洛德曼分區系統的第1，2，3，4和6分區。之後它會下降並穿過內囊的後肢（the posterior limb of the internal capsule），此路徑被稱為皮質脊髓束。穿過內囊之後，此束便會穿過大腦腳及橋腦（pons）下降至延髓的錐體（pyramid）。至此，皮質脊髓束分成兩部份，其中有大約85%的軸突交叉到身體對側，繼續下行形成皮質脊髓側束。剩下的15%則不交叉，直接形成皮質脊髓前束下行。
來自腦幹的四條運動神經束，用以傳送上位運動神經元的軸突經脊髓至下運動神經元（lower motor neuron）。這四條運動束分別是：
- 紅核脊髓束（rubrospinal tract）
- 前庭脊髓束（vestibulospinal tract）
- 頂蓋脊髓束（tectospinal tract）
- 網狀脊髓束（reticulospinal tract）。

其中紅核脊髓束會與皮質脊髓側束一起向下走，其餘三條會與皮質脊髓前束一同下行。

### 下運動神經元
下運動神經元的功能可以分成兩個不同的組別：皮質脊髓側束和皮質脊髓前束。
皮質脊髓側束包含的上位運動神經元軸突與背外側下運動神經元（dorsal lateral lower motor neurons）之間形成突觸。背側神經元與遠端末梢肌肉的控制有關，可以支配四肢的運動。因此，這些背側神經元被發現在脊髓的頸部及腰骶部分有明顯的擴大。
皮質脊髓前束來自同側大腦，會沿著脊髓前柱（anterior column）下降。在脊髓前柱中，其軸突會出現並與下運動神經元的樹突形成突觸，或在沿著白質前聯合（anterior white commissure）交叉到身體對側，並與下運動神經元的樹突形成突觸。在脊髓前柱中，頂蓋脊髓束、前庭脊髓束和網狀脊髓束會和身體作同側地下降，但只會和同側的下運動神經元的樹突形成突觸。腹面中央下神經元控制著中軸的軀幹肌肉，它和背側神經元不同的是，它位於腹角且通道遍及整條脊髓。

## 脊髓節段
| 層次       | 運動功能                                                       |
| ---------- | -------------------------------------------------------------- |
| C1–C6      | 頸部彎屈                                                       |
| C1–T1      | 頸部伸展                                                       |
| C3, C4, C5 | 作用於橫隔膜（主要是C4）                                       |
| C5, C6     | 移動肩膀，手臂抬高（三角肌）；彎曲肘關節（肱二頭肌）           |
| C6         | 外部旋轉手臂（轉動手使掌心向上）                               |
| C6, C7     | 伸展肘部和腕部（三頭肌和腕伸肌）；轉動手使掌心向下             |
| C7, T1     | 彎曲手腕；供應手的小肌肉                                       |
| T1–T6      | 腰部以上的肋間和軀幹                                           |
| T7–L1      | 腹部肌肉                                                       |
| L1–L4      | 彎曲大腿                                                       |
| L2, L3, L4 | 內收大腿；在膝蓋部位伸展腿（股四頭肌）                         |
| L4, L5, S1 | 外展大腿；在膝蓋部位彎曲腿（膕筋）；背屈足（脛前肌）；擴展腳趾 |
| L5, S1, S2 | 在臀部伸展腿（臀大肌）；掌屈腳和彎曲腳趾                       |

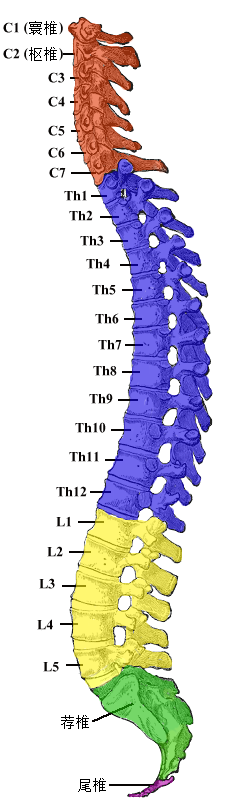
脊柱图示。脊柱由多个椎骨借椎间盘、关节及韧带紧密连结而成，构成人体的中轴。其作用可保护脊髓及神经根，支持身体，尚有其他多项功能。脊柱中央形成管道（脊管）围绕脊髓。

脊髓節段（segment of spinal cord）或脊髓節，是每一对脊神经前、后根的最上根丝和最下根丝之间的范围。人類的脊髓可分為31個节段，其中運動神經根向腹部離開及感覺神經根在背部進入。及後，腹根及背根結合且形成成對的脊神經。每邊一條脊神經。
在人類脊髓中，有31個脊髓神經節。其中包括：
- 8個頸節（神經會於C1至C7上面離開脊柱，第八對頸神經則在C7下緣離開脊柱）
- 12個胸節（神經會於T1至T12下面離開脊柱）
- 5個腰節（神經會於L1至L5下面離開脊柱）
- 5個薦骨節（神經會於S1至S5下面離開脊柱）
- 1個尾节（神經會於尾骨離開脊柱）

因為脊柱的長度比脊髓的更長，所以脊髓節比相應的椎骨更長，而成人的脊髓尾部更甚。胎兒中，脊椎的水平原本是對應脊髓節的。成人中，脊髓圓錐即脊髓的結尾大約位於脊髓層L1或L2，全部的脊髓節高於此。例如：頸節及薦骨節可以在脊髓層T9至L2中找到。S4脊髓神經根起自脊髓上腰節或下胸節，兩個脊椎部份及在椎管中向下降。它們在穿過脊髓的尾部後，會成為馬尾的一部份。最終S4的根會於薦骨離開脊椎。
脊髓會於以下兩個部份擴大：
1. 頸部擴大
大約相當於臂神經叢，而這裡是支配上肢的。這包括C4至T1的脊髓節，對應的脊椎骨是大致相同的。(C4至T1)
2. 腰部擴大
相當於腰骶叢，而這裡是支配下肢的。這包括L2至S3的脊髓節，可於相應的脊椎骨T9至T12找到。

## 胚胎學
在發展的過程中，脊髓是由大量的神經管組成的。當神經管開始建立時，脊索(腺)便會開始分泌被稱為「超音電」（Sonic  power connection）另外，頂板也會分泌軸突生長誘向因子（netrin）。軸突生長誘向因子起化學趨向物的作用，使疼痛及溫度感覺神經元在翼板交叉成十字橫過前白連合。之後它們會在此向丘腦上升。

## 創傷
頸部或背脊受到襲擊、脊髓被移動或是以其他方法令脊髓破裂都可構成脊髓創傷。脊椎骨或椎間板可被破碎，而脊髓也會被尖的碎骨扎破。通常脊髓創傷的病患者會失去身體某部份的感覺。一些患病較淺的脊髓創傷病患者有機會只會失去控制手部和腳部的能力。但更多於脊髓受到嚴重創傷的病患者在創傷下會出現半身不遂、四肢癱瘓或是全身癱瘓。
脊髓中的上運動神經元軸突的損壞可產生典型樣式的身體同側的虧損，這包括反射亢進、張力亢進或肌肉軟弱。下運動神經元的損壞可令它產生典型樣式的虧損。與其讓整個側面的虧損，不如讓與樣式有關的肌刀受到損傷的影響。另外，下運動神經元的創傷可導致肌肉軟弱、張力減退、反射減退及肌肉萎縮。
脊髓中有兩個部份較容易被傷害，它們是頸椎（C1-C7）及腰椎（L1-L5），C1、C7、L1、L5指脊柱在頸部、胸部或腰部的指定位置。

## 脊髓小腦徑
體內本體感受會於身體內被偵測並沿脊髓內的三條徑向上傳送。低於L2的本體感受資訊會沿脊髓中的脊髓小腦腹側束上傳，感覺感受器會接受這些資訊並伸延入脊髓。一級神經元的細胞體是位於背根神經節。在脊髓中，軸突會與二級神經元形成突觸，而二級神經元的軸突會交叉成十字形，及後向上伸延至小腦上腳。至此，它會再一次交叉成十字形並把資訊帶到小腦的深核（包括小腦頂核及中間核）中。
由L2至T1，本體感受資訊進入脊髓並與身體同側地上升至背核。二級神經元的軸突會繼續與身體同側地上升並經過小腦下腳進入小腦且成為小腦的一部分。此束被通稱為脊髓小腦背側束。一級本體感受神經元軸突會於T1起進入脊髓及與身體同側地上升，直至抵達副楔狀核並於兩者間建立突觸。二級神經元的軸突會再一次經過小腦下腳並成為小腦的一部分，這些軸突與小腦的深核的樹突建立突觸。此束被通稱為楔小腦束。

## 附加圖片

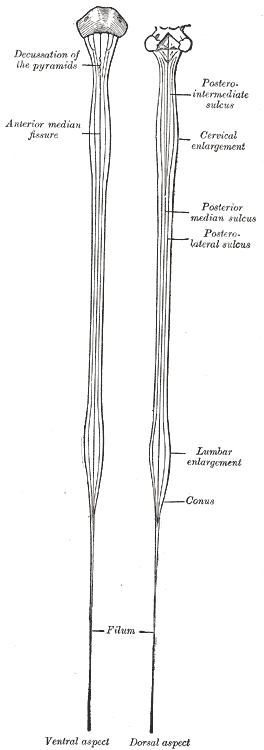
脊髓的圖片
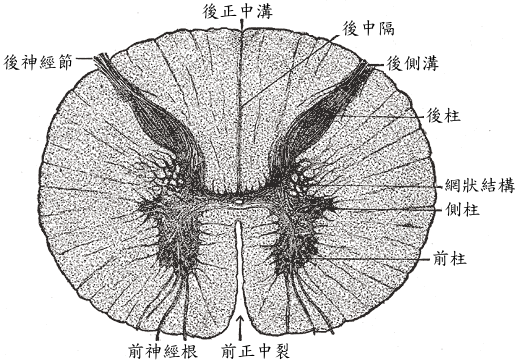
胸中間層的脊髓橫截面
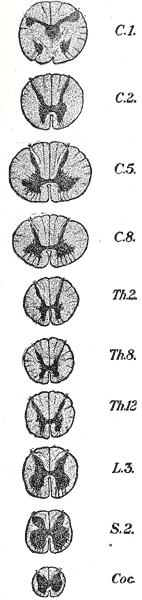
不同層次的脊髓橫截面